# Острая (гора, Камчатский край, у ледника Начикинский)
О́страя — гора, стратовулкан (известный как Острый) на севере полуострова Камчатка, один из вулканов Срединного хребта. Расположен между верховьями рек Воямполка (Жиловая) и Левая Начики, к северу от Начикинского ледника.
Абсолютная высота — 2552 м.
Вулкан образовался после мощнейших катаклизмов на Камчатке. В результате взаимодействия двух тектонических плит возникло двенадцатибалльное землетрясение, образовалась трещина, из которой за пять лет вырос вулкан Острый. Его извержения сопровождались мощными выбросами пепла и разрушительными подземными толчками. Сейчас он находится в стадии сна (последний раз извергался примерно 4000 лет назад).
Вулкан состоит из плоского щита диаметром 20 километров, на вершине которого располагается кратер диаметром 1 км. Вулканический щит сложен базальтами плейстоценового возраста и представляет собой часть вершинного вулканического кряжа. Поверхность вулкана покрыта застывшими лавовыми потоками и расчленена глубокими барранкосами. Вулкан Острый является наиболее крупным в данном районе.